# Synagogue de Kremsier (1910-1942)

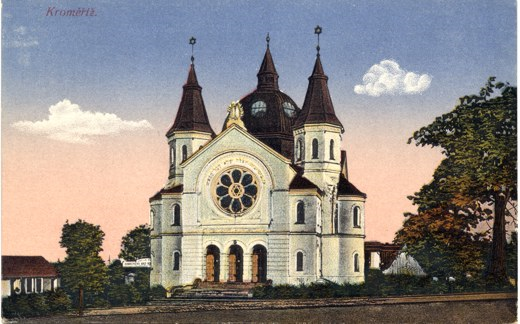
La synagogue de Kroměříž

La synagogue de Kremsier  ou synagogue de Kroměříž, inaugurée en 1910 est détruite sur ordre des nazis pendant la Seconde Guerre mondiale, en 1942.
Possession de l'empire d'Autriche dès le XVIe siècle, Kremsier fait partie après le compromis de 1867 de l'Autriche-Hongrie, (Moravie en Cisleithanie). Après la Première Guerre mondiale, la ville est intégrée à la Tchécoslovaquie et prend le nom tchèque de Kroměříž. Pendant la Seconde Guerre mondiale, après l'invasion allemande de la Tchécoslovaquie, la ville fait partie du Protectorat de Bohême-Moravie et Kroměříž reprend son ancien nom de Kremsier. Après la Seconde Guerre mondiale, Kremsier redevient une ville tchécoslovaque d'où est expulsée la population germanophone. Actuellement la ville compte environ 28 000 habitants.

## Histoire de la communauté juive

### DuXIVeauXVIIesiècle
Des Juifs ont habité à Kremsier depuis le début du XIVe siècle. La première mention écrite de Juifs à Kremsier date de 1322, quand l'évêque d'Olmütz (maintenant Olomouc) autorise les Juifs à s'installer en ville et les exempte de servitude à la chambre royale (servi camerae regis). Une communauté va se développer alors sous la protection de l'évêque et de ses successeurs. Une synagogue est bâtie à l'intérieur du premier ghetto. Celle-ci, ainsi que la maison communautaire, affichera les armoiries de l'évêché avec une croix et un chapeau de cardinal. En 1340, un Juif porte plainte contre un Gentil auprès du tribunal municipal. En 1546, les Juifs déménagent vers un nouveau quartier de la ville, en raison de conflits de voisinage.  
En 1642, pendant la guerre de Trente Ans, la ville est pillée par les Suédois, la synagogue est saccagée, les objets de culte volés et trente rouleaux de Torah détruits. De nombreux Juifs sont faits prisonniers et ne sont libérés que contre une rançon réunie par les juifs de Vienne, d'Amsterdam et de Hambourg. Après leur libération, beaucoup ne retournent pas à Kremsier mais s'installent à Vienne. En 1646, l'armée suédoise est de retour et massacre la population juive. Le rabbin Moshe Mordechai est tué lors d'un des raids de l'armée suédoise. Seuls deux Juifs ayant fui la ville auraient survécu. Plusieurs seli'hot contemporaines pleurent cet évènement tragique.    
En 1648, la communauté juive de Kremsier accueille de nombreux réfugié des massacres de Khmelnytsky et en 1670, huit familles expulsées de Vienne y trouvent refuge sous la protection de l'évêque. En 1676, 27 familles juives vivent en ville. En 1689, la communauté de Kremsier est considérée comme la plus importante et la plus influente de Moravie, après celle de Nikolsburg (aujourd'hui Mikulov), et devient jusqu'en 1697 le siège du rabbinat de pays.  

### DuXVIIIesièclejusqu'à laSeconde Guerre mondiale
Au cours du XVIIIe siècle, la communauté s'appauvrit et beaucoup de ses membres quittent la ville. Plusieurs pogroms avec pillages se déroulent entre 1743 et 1774. Ce n'est qu'au début du XIXe siècle que la communauté recommencera à croître. En 1882, à la suite de longues procédures juridiques ayant débuté en 1785, la communauté doit céder son vieux cimetière. Un nouveau cimetière juif est ouvert dès 1850. En 1889 et de nouveau en 1896, la communauté doit faire face à des accusations de meurtre rituel, provoquant des poussées d'antisémitisme. 
En 1829, on compte 546 Juifs répartis en 106 familles, habitant la ville, et 783 en 1880. À partir de cette date, leur nombre va décroitre : en 1900, il y a 611 personnes de religion juive, soit 4 % de la population totale de la ville et en 1930, ce nombre a diminué à 382, soit 2 % de la population totale. En 1935, la population juive est estimée à environ 350 personnes,.
Les maisons occupées par les Juifs se trouvent regroupées dans le secteur au sud du centre-ville, formé aujourd'hui par les rues Moravcově et Tylova. Au fil du temps, ce secteur est devenu un ghetto compact et fermé d'une superficie d'environ 1,5 hectare, qui vers les années 1680 a été entouré de murs, dont subsiste encore de nos jours  un segment construit en 1701, situé sous l'église paroissiale de la Vierge Marie, près de la rue Tylova. 36 maisons sont blotties dans ce ghetto, dont 31 sont encore debout. La maison communautaire de la communauté se trouve au 259 rue Moravcově, construite dans les années 1687-1688 en style pré-baroque probablement par l'architecte Italien Giovanni Pietro Tencalla. Du XVIIIe siècle, jusqu'en 1860, se trouve aussi dans le ghetto une école juive. De 1974 à 1980, ce bâtiment a été rénové et est de nouveau la propriété de la communauté juive. Une synagogue est construite dans le ghetto de 1689 à 1694 également par l'architecte Giovanni Pietro Tencalla en style baroque. Celle-ci est détruite en 1921. La nouvelle synagogue construite en 1908-1910 sera détruite en 1942 par les Allemands.
Une école juive fonctionne au début du XXe siècle, où sont enseignés non seulement la religion et l'hébreu, mais aussi l'histoire et la littérature. 
Un nouveau cimetière juif est fondé en 1924, situé rue Vážanská, au sud de la place Velké à l'intérieur du site funéraire de la ville. Ravagé par les nazis, seuls ont été préservées cinq tombes. En 1962, un mémorial est élevé dans le cimetière pour les victimes de la Shoah. Ce cimetière contient aussi les reliques transférées en 1997, de l'ancien cimetière juif de la rue Nábělkova qui a fonctionné de 1715 à 1927.  Un hall d'adieu, de la forme d'un petit temple antique, de 1927-1928, a été entièrement reconstruit.
Pendant la Première Guerre mondiale, la communauté accueille de nombreux réfugiés juifs en provenance d'Europe de l'Est, cherchant refuge dans la partie occidentale de l'empire des Habsbourg. La diminution de la population juive de la ville dans l'entre-deux-guerres est due à une émigration interne des jeunes vers les grandes villes, entrainant un vieillissement de la communauté.

### LaSeconde Guerre mondialeet laShoah
En 1939, dès l'invasion de la Tchécoslovaquie par les troupes allemandes, la Shehita (abattage rituel) est interdit. La population tchèque est dans sa grande majorité indifférente aux lois antisémites promulguées par l'occupant en 1940. La communauté juive est déportée en 1942, et les objets liturgiques de la synagogue, récupérés avant son incendie par les troupes d'occupation, sont envoyés au musée juif de Prague, où les nazis entassent les objets pillés dans les synagogues. Au total, 268 Juifs de Kremsier/Kroměříž  périssent dans la Shoah. 
Après la guerre, une petite communauté se reforme, dépendant de celle de Kyjov. 

## Histoire de la synagogue
Une synagogue existe déjà au XVIe siècle dans la rue Vodni. On ignore sa date de construction. Elle est démolie en 1656. Une nouvelle synagogue la remplace, construite de 1689 à 1694 en style gothique selon les plans de l'architecte Italien Giovanni Pietro Tencalla.
Cette seconde synagogue est remplacée par celle construite au début du XXe siècle, et le bâtiment est alors utilisé comme entrepôt avant d'être détruit en 1921. À son emplacement se trouve actuellement un jardin.
La troisième synagogue est construite sur la place Komensky entre 1908 et 1910, plusieurs années après que la décision de construire un nouveau lieu de culte ait été prise. Elle est l'œuvre de l'architecte viennois Jakob Gartner, célèbre pour avoir déjà planifié et construit de très nombreuses synagogues, dont celles de Pilsen (actuellement Plzeň), de Troppau (actuellement Opava), de Debrecen, d'Olmütz (Olomouc) et à Vienne celles de la Humboldtgasse, de la Kluckygasse et de la Braunhubergasse.    

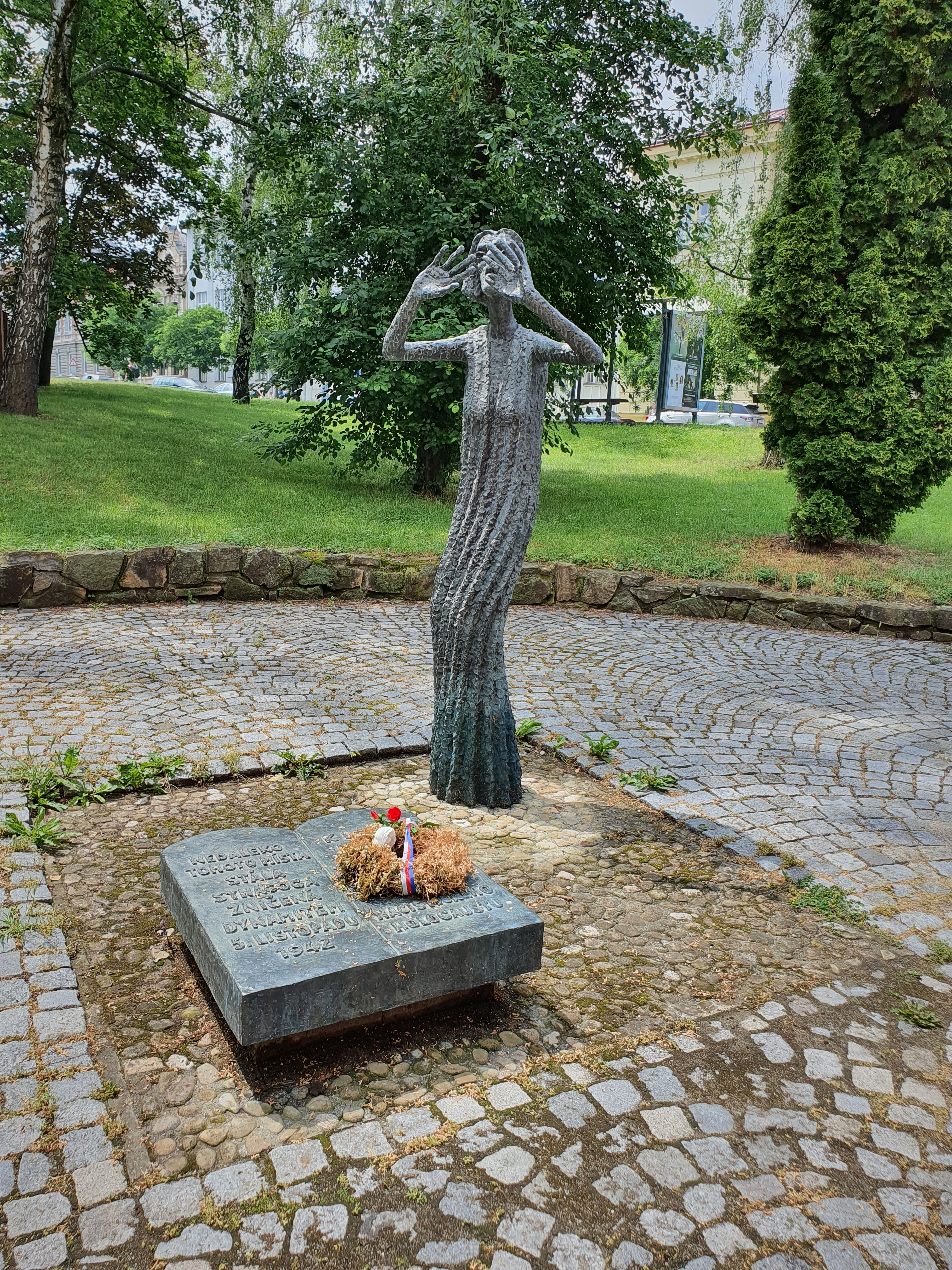
Monument, œuvre du sculpteur O. Zoubek, commémorant la synagogue détruite en 1942 et les Juifs assassinés pendant la Shoah

Après la pose de la première pierre en 1908, l'architecte local Ladislav Mesenský prend en charge les travaux de construction sous la supervision de l'ingénieur Friedrich Khünla. Les plans et documents d'origine ont été retrouvés. Ils sont signés par Jakob Gartner ainsi que par Ladislav Mesensky. Le nom de la communauté juive de Kremsier apparait aussi sur les plannings en tant que maître d'ouvrage. 
Inaugurée en 1910, la synagogue ne sera le centre cultuel et culturel de la communauté juive de Kremsier que pendant 32 ans. Les troupes allemandes pénètrent en Tchécoslovaquie le 21 mars 1939. Le 5 novembre 1942, les troupes allemandes d'occupation dynamitent le bâtiment. 
Aujourd'hui, à l'emplacement de la synagogue, place Komensky, se trouve la maison de la culture. Seul un petit monument dévoilé en 1994, œuvre du sculpteur Olbram Zoubek, rappelle l'histoire du lieu.  

### conception architecturale de la synagogue
Le bâtiment monumental, situé sur une large place doit attirer l'attention par sa façade ouest structurée et ornée. D'autres éléments architecturaux, comme la coupole avec sa lanterne, ainsi que les deux tours occidentales doivent compléter l'aspect. Il était initialement prévu sur les quatre façades, une fenêtre circulaire richement travaillées, mais seulement trois ne seront finalement retenues.
L'ensemble de la composition du bâtiment reflète l’influence de l’architecture chrétienne de l’époque. En comparant la demande de permis de construire avec des photos du bâtiment effectivement terminé, on constate que l'architecte est fortement influencé par le style historicisme et plus particulièrement le néo-roman. L’aspect extérieur du bâtiment n'a été que légèrement modifié lors de la construction, ce qui n'est pas le cas de l'intérieur. L'analyse des différentes parties de la salle principale, montre que des réajustements ont été effectués en cours de la construction en raison de l'influence de plus en plus émergente l'Art nouveau.   
Ces modifications se comprennent si on regarde les dates : Les plans sont signés par l'architecte Jakob Gartner en avril 1899, et le dépôt de la demande de permis de construire par l'architecte Ladislav Mesenský doit probablement dater de la même année, et donc dans la phase tardive de l'historicisme. La première pierre de l'édifice n'est déposée qu'en 1908, soit en plein milieu de la période Art nouveau. Les deux architectes, Jakob Gartner et Ladislav Mesenský sont connus pour avoir au début de leur activité professionnelle été des représentants de l'historicisme tardif et plus tard de l'Art nouveau. On ignore les raisons, financières, administratives ou opposition de la population chrétienne locale, qui ont conduit à ce retard pour le démarrage de la construction.

### Description de la synagogue
Le bâtiment est composé d'une nef principale de 23,80 mètres de long par 8,75 mètres de large et d'une nef secondaire de 15,40 mètres de long par 8,75 de large, qui se croisent perpendiculairement en un hall principal de forme carrée. La nef principale est orientée d'ouest en est et détermine l'axe de symétrie de la structure. Le hall principal s'élève sur deux niveaux et est recouvert par une coupole de 18,35 mètres de haut. Le point le plus haut du bâtiment est le lanterneau sur le dôme qui culmine à environ 25 mètres au-dessus du sol. La coupole elle-même est une structure à deux coques, renforcée par une armature en bois, avec des ouvertures ovales et dont la paroi extérieure, recouverte de feuilles de cuivre, atteint 19,55 mètres au-dessus du sol. La hauteur des toits recouverts de tôles de la nef principale et de la nef secondaire est de 13,40 mètres. 
De la place Komensky, après avoir traversé la rue, on gravit  deux fois trois marches pour parvenir à l'entrée principale, située côté ouest et réservée aux hommes. De là, on pénètre dans un vestibule avant d'accéder à la grande salle de prière où quatre piliers massifs décorés, hauts de deux niveaux soutiennent la grande coupole. Au fond, côté est, la Bimah et deux chaises, une pour le rabbin et l'autre pour le Hazzan (chantre) sont situées sur une estrade surélevée accessible par deux petits escaliers de quatre marches, situés symétriquement de part et d'autre de l'estrade. Derrière la Bimah, L'Arche Sainte, à laquelle on accède par deux petits escaliers de trois marches, est surmontée d'un baldaquin hémisphérique richement décoré. Deux portes, une de chaque côté de l'Arche Sainte, conduisent à de petites pièces réservées l'une au rabbin et l'autre au Hazzan.  
L'entrée des femmes s'effectue par l'escalier situé dans l'extension semi-circulaire, au nord-est, permettant d'atteindre la galerie située au premier étage où se trouvent des sièges ainsi que l'orgue. Cette extension abrite aussi des toilettes.       
À gauche et à droite de la façade principale, deux extensions semi-circulaires, servant de base aux deux tours, abritent une pièce de service côté nord et un escalier de secours côté sud.  Au rez-de-chaussée de la tour nord est installée une petite salle pour les offices journaliers en dehors des fêtes. Les deux tours atteignent une hauteur de 21 mètres, légèrement inférieure de la hauteur du dôme. De chaque côté, par des entrées annexes dans les extensions, on peut atteindre le vestibule, en passant par une petite pièce. 
Dans la quatrième extension au sud-est, la seule sans arrondi ni étage, se trouve l'appartement du Hazzan avec accès direct. 
La synagogue dispose de 152 places au rez-de-chaussée pour les hommes et au premier étage, dans la galerie courant sur trois côtés de la salle, de 119 sièges réservés aux femmes. Les sièges dans la galerie ont été disposés de façon à permettre d'avoir une vue sur la Bimah et sur l'Arche Sainte. À l'est, au-dessus de l'Arche Sainte, la galerie où se trouve l'orgue, permet d'accueillir le chœur. Dans les trois extensions qui s'élèvent jusqu'au premier étage, on trouve l'escalier et l'escalier de secours, ainsi que des sanitaires.   
Plans de l'architecte Jakob Gartner - 1898

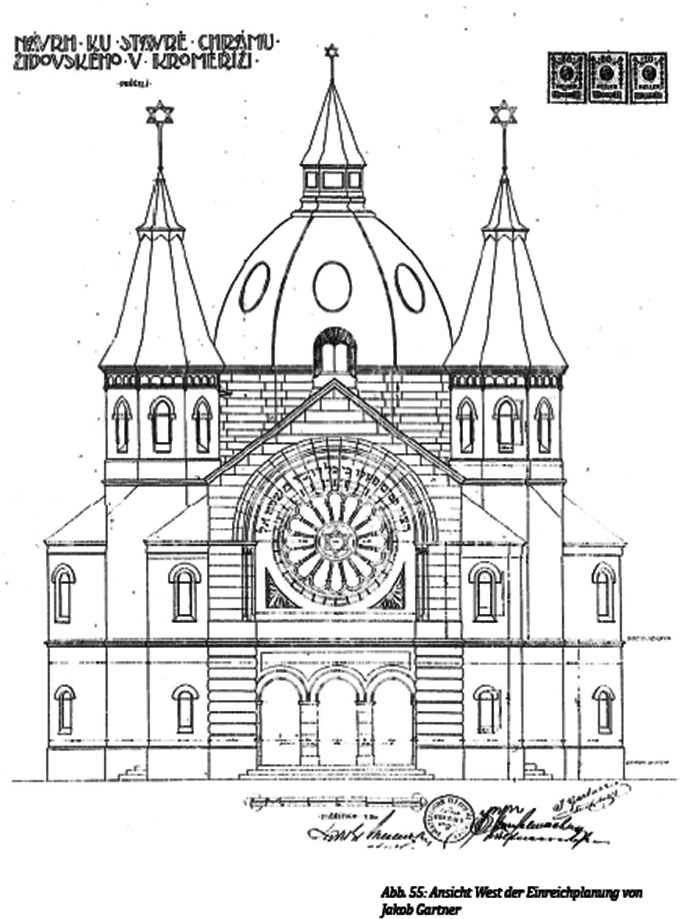
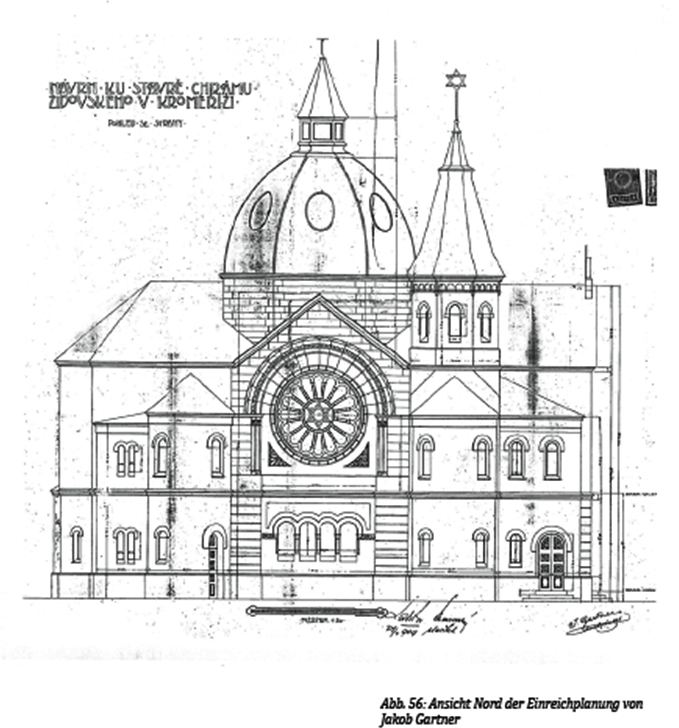
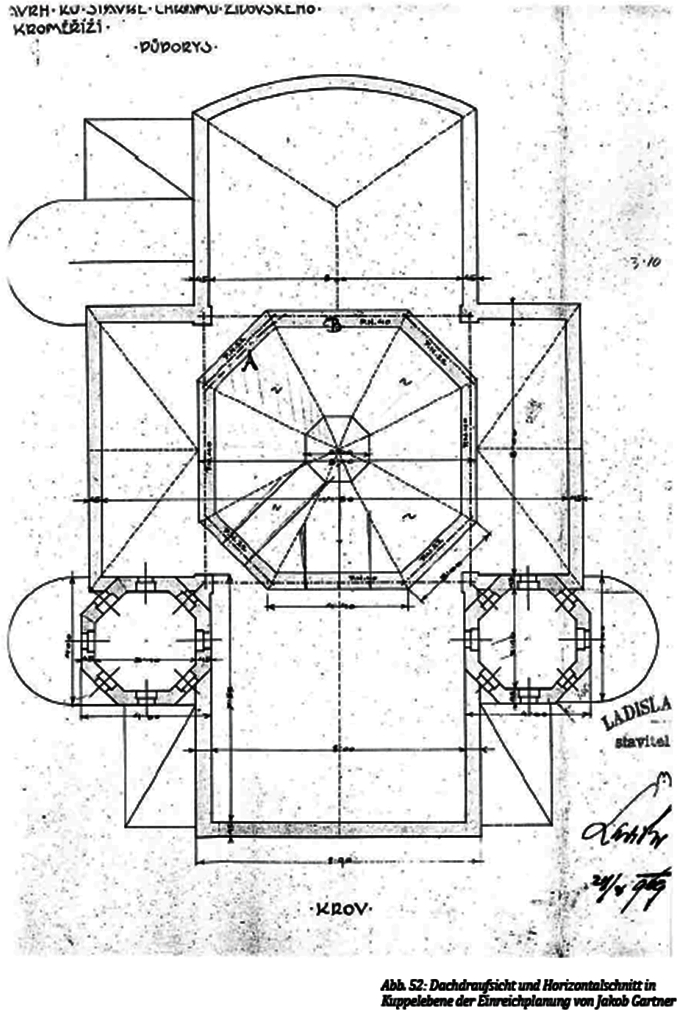
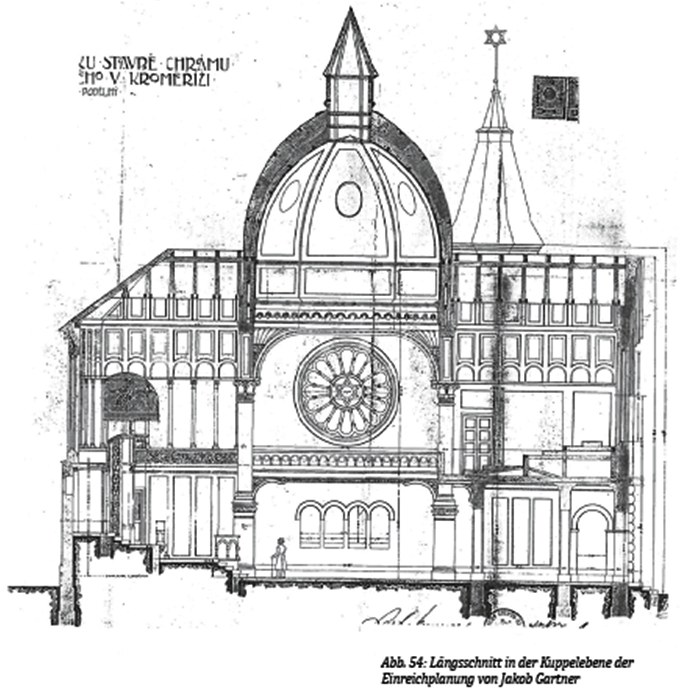
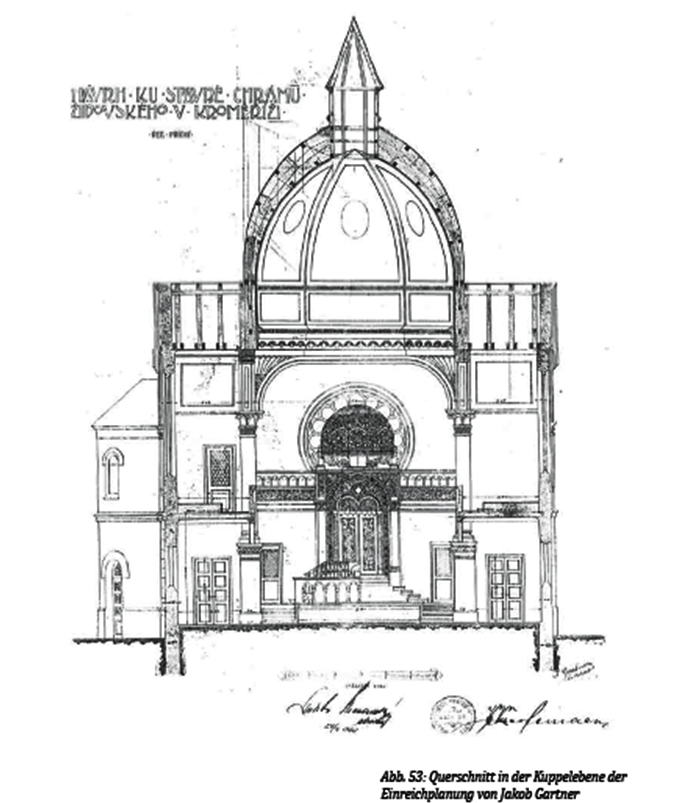

### Les rabbins de Kremsier
Au cours des siècles, environ 40 rabbins, principalement originaires d'Allemagne, d'Autriche, de Pologne et de Hongrie, ont occupé un poste à Kremsier. Les rabbins suivants ont exercé dans la troisième synagogue :
- Dr Adolf Frankl-Grün: né à Kremsier en 1847, où il fait ses études avant d'entrer à la yechiva de Leipnik (maintenant Lipník nad Bečvou). Il s'inscrit ensuite au séminaire rabbinique de Breslau (maintenant Wrocław en Pologne où il a parmi ses professeurs Zacharias Frankel and Heinrich Graetz. En 1877, il est nommé rabbin de Kremsier, poste qu'il va occuper jusqu'à sa retraite en 1911. Il est aussi enseignant à l'école juive locale et organise un groupe de prière pour les jeunes où ceux-ci dirigent les offices. Il est aussi rabbin suppléant pour les communautés voisines de Holleschau (Holešov) de 1890 à 1896 et de Leipnik (Lipník nad Bečvou) de 1892 à 1894. Plusieurs de ses sermons sont publiés. Il écrit plusieurs livres savants sur le livre des Psaumes, et en 1884 une étude sur l'éthique de Juda Halevi[6]. Il rédige aussi une volumineuse histoire des Juifs de Kremsier[7] (1896-1901). Il meurt en 1916.

- Dr Albert Schweiger: né à Topoľčany en Slovaquie en 1878, dans une famille rabbinique. Après avoir été rabbin militaire dans l'armée austro-hongroise, il occupe le poste de rabbin de Kremsier de 1916 à 1921. Par la suite il deviendra rabbin de Jihlava en république tchèque, puis de Mödling, près de Vienne. Il meurt au camp d'extermination d'Auschwitz à une date inconnue.

- Joachim Astel: le dernier rabbin de Kremsier. Après avoir exercé à Tachov (Tachau dans la région des Sudètes), Il est nommé rabbin de Kroměříž en 1934. Il est assassiné en 1942 à Auschwitz avec un grand nombre de ses fidèles.